# Michael Lange (Maler)
Michael Lange (* 1950 in Landshut) ist ein deutscher Maler.
Von 1971 bis 1977 studierte er an der Akademie der Bildenden Künste München bei Heinz Butz und Thomas Zacharias.

## Ausstellungen (Auswahl)
- 1981: Große Kunstausstellung – Haus der Kunst in München
- 1983: Kunstsalon – Haus der Kunst in München
- 1986: Palazzo Toaldi Capra – Schio
- 1987: Ville del Palladio – Schio und Stadtresidenz Landshut
- 1989: Bilder zur Stadt – Kunstkreis Landshut
- 1990: Boxsport – Rathausgalerie Landshut
- 1991: Ein durchschnittliches Leben. – Galerie am Maxwehr, Landshut
- 1993: Verklärungen. – Kunstkreis Landshut
- 1994: Dialogue with Desmond – Landshut, Passau, Monassterevin
- 1996: Realismus – Jazz Club Galerie, Leerer Beutel, Regensburg
- 1997: Suspect – Kunstkreis Landshut
- 1998: James Joyce Foundation – Zürich
- 1999: Figur – Kunstkreis Landshut
- 2000: Un/gemalte Bilder – Marstall der Stadtresidenz Landshut und Kunstverein Landshut
- 2000: Die Insel – Eine Annäherung. – Galerie Lüth, Halebüll
- 2001: Die Insel Sehgalerie – Bordesholm
- 2002: Zeit – Kunstverein Landshut
- 2004: Zeitlauf. – Kunstverein Landshut
- 2006: Sylt II – Galerie Lüth, Halebüll
- 2006: Tagwerk – Stadtresidenz Landshut
- 2006: Lange • reisen – Galerie Rose, Landshut
- 2007: Kleines Theater – Kammerspiele Landshut, Landshut
- 2008: Palladio – Vino Rosso, Landshut
- 2008: In Häusern – Galerie in Bewegung, Landshut
- 2010: Langezeit – Rathaus Landshut
- 2013: Nah wie fern – Kunstverein Landshut
- 2014: Über die Jahre – Stadtresidenz Landshut
- 2015: Museum im Kreuzgang – Landshut
- 2016: Galerie Klenová – Villa Klatovy in Klenová, Tschechische Republik
- 2018: Pflanzen – Kunstverein Landshut (HARTIG, KNAUP, LANGE)
- 2019: Reisen – Röcklturm Landshut
- 2020: Lange zeichnet Koenig – Heiliggeistkirche Landshut
- 2021: Zeichnerische Verknüpfungen – KOENIGmuseum, Landshut

## Werke (Auswahl)
- 1991 Ein durchschnittliches Leben – Galerie am Maxwehr, Landshut (HERBIG, LANGE)
- 1993 Verklärungen – Kunstkreis Landshut
- 1994 Alles das schon erlebt – Mit Klaus Sorgenicht
- 2000 Die Insel – Galerie Hein Lüth, Halebüll (ANDERSON, LANGE, NOFFKE)
- 2000 Un/Gemalte Bilder – Marstallhalle der Stadtresidenz Landshut (LANGE, VEIT)
- 2002 Zeit – Kunstverein Landshut
- 2004 Zeitlauf – Kunstverein Landshut
- 2006 Lange • reisen – Galerie Rose, Landshut
- 2006 Tagwerk – Stadtresidenz Landshut, Italienischer Bau
- 2010 Kino – Rathausgalerie Landshut
- 2014 Über die Jahre – Stadtresidenz Landshut, Deutscher Bau, Museen der Stadt Landshut

## Stipendium
- Internationales Stipendium Oberpfälzer Künstlerhaus in der Villa Paula Klatovy in Klenová, Tschechische Republik, März – April 2016